# Ciad ai Giochi della XXVI Olimpiade
Il Ciad hanno partecipato ai Giochi della XXVI Olimpiade di Atlanta, che si sono svolti dal 19 luglio al 4 agosto 1996.
Gli atleti della delegazione ciadiana sono 6.

## Risultati

### Atletica Leggera
Gare maschili
| Atleta           | Evento      | Batteria  | Batteria  | Quarto di finale | Quarto di finale | Semifinale | Semifinale | Finale          | Finale          |
| Atleta           | Evento      | Risultato | Posizione | Risultato        | Posizione        | Risultato  | Posizione  | Risultato       | Posizione       |
| ---------------- | ----------- | --------- | --------- | ---------------- | ---------------- | ---------- | ---------- | --------------- | --------------- |
| Brahim Abdoulaye | 200 m piani | 21"67     | 69        | N.D.             | N.D.             | N.D.       | N.D.       | non qualificato | non qualificato |
| Kimitene Biyago  | 400 m piani | 48"88     | 54        | N.D.             | N.D.             | N.D.       | N.D.       | non qualificato | non qualificato |
| Terap Adoum Yaya | 800 m piani | 1'52"68   | 50        | N.D.             | N.D.             | N.D.       | N.D.       | non qualificato | non qualificato |

Gare femminili
| Atleta           | Evento      | Batteria  | Batteria  | Quarto di finale | Quarto di finale | Semifinale | Semifinale | Finale          | Finale          |
| Atleta           | Evento      | Risultato | Posizione | Risultato        | Posizione        | Risultato  | Posizione  | Risultato       | Posizione       |
| ---------------- | ----------- | --------- | --------- | ---------------- | ---------------- | ---------- | ---------- | --------------- | --------------- |
| Kaltouma Nadjina | 200 m piani | 24"47     | 42        | N.D.             | N.D.             | N.D.       | N.D.       | non qualificata | non qualificata |